# Lijnbaansgracht 255
Lijnbaansgracht 255 is een gebouw in Amsterdam-Centrum.
Het pand is gelegen aan de Lijnbaansgracht, tussen het Kleine-Gartmanplantsoen en de puntkruising van de kade daarvan met de Korte Leidsedwarsstraat. Het gebouw kijkt uit op de achtergevel van het Barlaeus Gymnasium, gevestigd aan de Weteringschans 29/Weteringschans 31. Het gebouw is op 14 juli 1970 (vermoedelijke datum van administratieve invoer) opgenomen in het monumentenregister. De noordelijke belending Lijnbaansgracht 254 is ook een rijksmonument.
In 2017 luidde de omschrijving van het monumentenregister: betreft vermoedelijk 17e-eeuws breed gebouw onder een hoog dak. De gevel is vermoedelijk van later datum, want heeft een 19e-eeuwse punttop. Het gebouw bestaat uit een begane grond, een eerste etage (hoog), een tweede etage (laag), die zich al deels achter de puntgevel en onder de kap bevindt en een zolderetage. De gevel wordt afgesloten door een hijsbalk en de puntgevel. Het gebouw is in de periode 1977-1980 enigszins teruggerestaureerd. De raampartijen zijn daarbij op nieuw verdeeld in 12 of 9 vlakken. Bij de voordeur onder een uitkragende lijst werd tijdens die restauratie het bovenlicht vervangen door een snijraam. Hetzelfde geldt voor de kleine zijdeur. Het vloeroppervlak is circa 85 m².

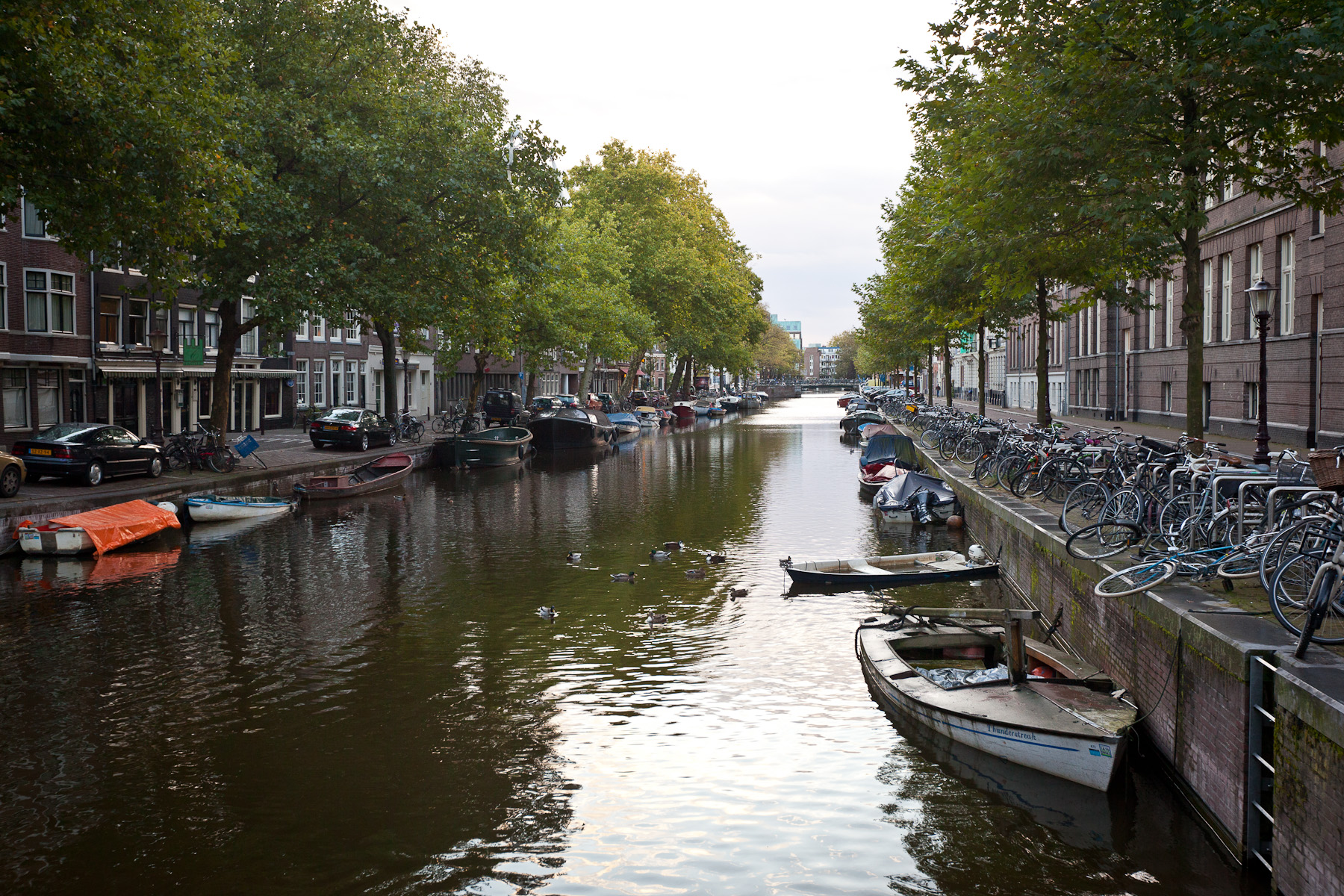
De Lijnbaansgracht, achter de tweede boom van links huisnummer 255; rechts achtergevel van het Barlaeus (oktober 2011)